# 索孔菌属
索孔菌属（学名：Fibroporia）是白肉迷孔菌科下的一个属。
1968年，爱沙尼亚真菌学家Erast Parmasto设立了该属，并以Fibroporia vaillantii（原为Polyporus vaillanti DC.）作为该属的模式种。他将该属定义为包含流苏状（发状）到根状的边缘，以及椭圆形到稍厚壁孢子的物种。 1991年，Leif Ryvarden不把根瘤菌作为创建一个单独的属的特征，并提出索孔菌属（Fibroporia）是薄孔菌属（Antrodia）的异名。一些分子研究支持将索孔菌属从薄孔菌属中分离出来，作为一个独特的属。
假索孔菌属（Pseudofibroporia）是一个亲缘关系相近的属，由中国科学家在2017年所设定。它与索孔菌属的区别在于其有独特的菌盖状果实体，具有完整的边缘（没有缺口或凹痕），并且没有根状形态。
在2016年的一项日本研究中，被根状索孔菌（Fibroporia radiculosa）腐烂的木桩对散白蚁（Reticultermes speratus）有威慑的作用。

## 下属物种
本属包括以下物种：
- 白色索孔菌 Fibroporia albicans B.K.Cui & Yuan Y.Chen，白索孔菌[12]
- 竹索孔菌 Fibroporia bambusae Yuan Y.Chen, B.K.Cui & Y.C.Dai
- 蜡索孔菌 Fibroporia ceracea Yuan Y.Chen, B.K.Cui & Y.C.Dai
- 橙索孔菌 Fibroporia citrina (Bernicchia & Ryvarden) Bernicchia & Ryvarden，黄白索孔菌
- Fibroporia destructor (Schrad.) Parmasto
- 棉絮索孔菌 Fibroporia gossypium (Speg.) Parmasto, 1968, 为Antrodia gossypium (Speg.) Ryvarden的异名
- Fibroporia norrlandica (Berglund & Ryvarden) Niemelä
- Fibroporia pseudorennyi (Spirin) Spirin
- 根状索孔菌 Fibroporia radiculosa (Peck) Parmasto
- 纤维索孔菌 Fibroporia vaillantii (DC.) Parmasto